# Pedro Iturralde
Pedro Iturralde (ur. 3 lipca 1929 w Falces, zm. 1 listopada 2020 w Madrycie) – hiszpański saksofonista i kompozytor jazzowy.

## Biografia
Pedro Iturralde urodził się w Falces 3 lipca 1929 roku. Rozpoczął studia muzyczne u swojego ojca i występował na saksofonie w wieku jedenastu lat. Ukończył Królewskie Konserwatorium Muzyczne w Madrycie, gdzie studiował grę na klarnecie, fortepianie i harmonii.
Następnie prowadził własny kwartet jazzowy w Jazz Club w Madrycie, eksperymentując z połączeniem flamenco i jazzu oraz nagrywając dla wytwórni Blue Note. W 1972 roku podjął dalsze studia harmonii i aranżacji w Berklee College of Music w Bostonie. Uczył gry na saksofonie w Konserwatorium w Madrycie od 1978 do przejścia na emeryturę w 1994 roku.
Występował w Hiszpanii i za granicą jako solista z Hiszpańską Orkiestrą Narodową pod batutą Frühbecka de Burgos, Celibidache, Markevitch i innych.
W wieku 20 lat skomponował Czárdás na saksofonie. Obecną wersję utworu, zaaranżowaną przez jego brata Javiera, zadedykował przyjacielowi, saksofoniście Theodore'owi Kerkezosowi.
Dokonał nagrań ze znanymi gitarzystami flamenco Paco de Lucia (Hiaspavox, 1968), Paco de Algeciras i Pepe de Antequerra (Columbia YS-2072-H, 1967) oraz Paco Cepero (CBS, 1975). Nagrywał również z wokalistką jazzową Donną Hightower na jej albumie I'm In Love with Love (Columbia, 1974) oraz aranżowałi dyrygował na jej albumie El Jazz y Donna Hightower (Columbia, 1975).
Zmarł w Madrycie 1 listopada 2020 roku w wieku 91 lat.